# KOffice
KOffice fue una suite ofimática de código abierto que estaba disponible para FreeBSD, GNU/Linux, OS X y Windows. Entre otros programas contenía un procesador de textos (KWord), una hoja de cálculo (KSpread) y un programa de presentación (KPresenter).
Después de que se creara Calligra Suite como una bifurcación en 2010, el proyecto KOffice aparentemente cerró definitivamente en septiembre de 2012 sin ningún anuncio oficial.

### Primera generación
El desarrollo inicial de KOffice comenzó en 1997, por Reginald Stadlbauer con KPresenter, seguido por KWord en 1998.
En 1999, KOffice fue citado en el caso Estados Unidos contra Microsoft por el entonces ejecutivo de Microsoft Paul Maritz, como prueba de que existía competencia en el mercado de los sistemas operativos y en el campo de las suites ofimáticas.
El primer lanzamiento oficial de la suite KOffice fue el 23 de octubre de 2000, cuando fue liberada como parte del K Desktop Environment 2.0. Le siguió la versión 1.1 en 2001, 1.2 en 2002, 1.3 en 2004, 1.4 en 2005, y 1.5 y 1.6 ambas en 2006.

### Segunda generación

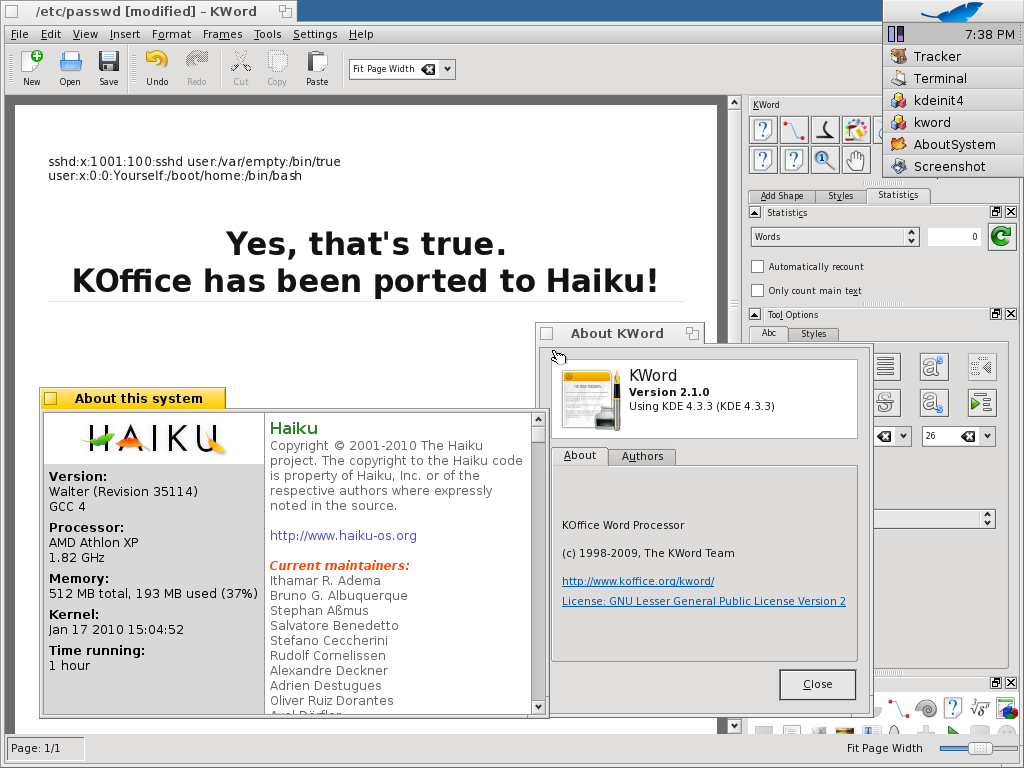
KOffice 2.1 en Haiku.

KOffice ha experimentado una importante transición en los últimos años como parte del lanzamiento de KDE Software Compilation 4 (SC4). Coincidiendo con el trabajo en SC4, el equipo de KOffice preparó una nueva versión - KOffice 2.0 - que utilizaba las nuevas bibliotecas de la KDE Platform 4. Aunque la versión 2.0 fue lanzada en 2009, el lanzamiento fue etiquetado como “platform release” que solo estaba recomendada para los testers y desarrolladores, en lugar de su uso en producción, ya que el lanzamiento había perdido características y aplicaciones clave de la versión estable anterior - Kexi, Kivio, y Kugar no estaban incluidos -.
Esto continuó con la versión 2.1 en noviembre de 2009. A los usuarios finales que requerían un entorno estable los desarrolladores recomendaban utilizar la serie de versiones estables 1.6. Esta versión también fue portada al sistema operativo Haiku pero no fue actualizado a las versiones más recientes de KOffice.
En mayo de 2010, la versión 2.2.0 fue lanzada y traía un número sin precedentes de nuevas características y correcciones de errores. Kexi se integró de nuevo. Kivio aún no se había integrado. Un nuevo framework para efectos sobre las formas y un nuevo filtro de importación para el formato de Microsoft Office Open XML que se utilizaba en Microsoft Office 2007 y versiones posteriores.

#### División en la comunidad

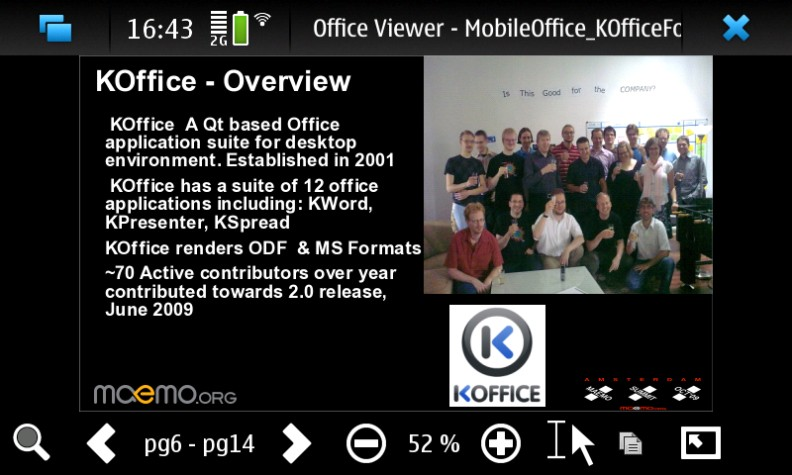
El visor para smartphones fue eliminado de KOffice.

A mediados de 2010, a raíz de desacuerdos entre los desarrolladores principales, la comunidad KOffice se dividió en dos comunidades separadas, KOffice y Calligra. Después del arbitraje con los miembros de la comunidad varias aplicaciones fueron renombradas por ambas comunidades. Se crearon varias bifurcaciones, entre ellas, KCells a partir de la hoja de cálculo KSpread, KOffice Showcase a partir del programa de presentación KPresenter y KOffice Artwork a partir de la herramienta de dibujo Karbon14.
La comunidad se dividió coincidió con el traslado del repositorio de KDE de Subversion a Git. La aplicación pintura Krita, el gestor de bases de datos Kexi, y los archivos de la GUI de plataformas móviles no se migraron al repositorio Git de KOffice.
KOffice 2.3, lanzado el 31 de diciembre de 2010, junto con las versiones de corrección de errores posteriores (2.3.1 – 2.3.3) todavía eran fruto de la colaboración conjunta de los equipos de desarrollo de KOffice y Calligra. Según sus desarrolladores, esa versión era lo suficientemente estable para el uso real, y Karbon14, Krita y KSpread estaban recomendados para entornos de producción.
A partir de KOffice 2.4 los desarrolladores tenían como objetivo liberar nuevas versiones de KOffice cada seis meses en sincronía con los lanzamientos de SC4, pero KOffice no ha tenido ninguna actividad de desarrollo desde mediados de marzo de 2012.
Después de dos cambios menores en agosto de 2012, el sitio web koffice.org fue reemplazado por un marcador de posición a principios de septiembre de 2012. El 22 de octubre de 2012, KDE retiró KOffice de su web de herramientas de calidad. Al momento de escribir esta parte de la sección, toda búsqueda del dominio koffice.org es redirigida a la página del Proyecto Calligra (https://www.calligra.org/).

## Componentes
La última versión que lanzó el proyecto KOffice incluía los siguientes componentes:
|  | KWord          | Un procesador de textos con hojas de estilos y soporte de marcos para la autoedición de diseños complejos. |
|  | KSpread        | Una hoja de cálculo con soporte de múltiples hojas, plantillas y más de 100 fórmulas matemáticas. |
|  | KPresenter     | Un programa de presentación con soporte de imágenes y efectos. |
|  | Kexi           | Una aplicación de administración de datos integrados, diseñada como un competidor de Microsoft Access y FileMaker. Puede ser utilizado para el diseño y la implementación de bases de datos, insertar y procesar datos y realizar consultas. Tiene compatibilidad limitada con el formato de archivo de MS Access. |
|  | Kivio          | Un programa de dibujo diagramas de flujo programable con stencils cargables dinámicamente. |
|  | Karbon14       | Una herramienta de dibujo vectorial con una variedad de herramientas de dibujo y edición. |
|  | Krita          | Un programa de manipulación de imágenes rasterizadas principalmente diseñado como herramienta de dibujo con algunas características de procesado de imagen. Anteriormente era conocido como Krayon y KImageshop.                                                                                                   |
|  | Kugar y KChart | Un generador de informes y gráficas. |
|  | KFormula       | Un editor de fórmulas matemáticas. |
|  | KPlato         | Un gestor de proyectos que puede crear diagramas de Gantt. |

## Competencia
La suite ofimática que compite contra las suites de código abierto en la actualidad es Microsoft Office. Microsoft Office ha sido lanzado para Windows y Mac OS, pero ninguna versión hasta la fecha ha sido lanzado para GNU/Linux. Además, los usuarios de sistemas operativos de código abierto han expresado una preferencia general por el software de código abierto.
Con el fin de satisfacer la demanda de una suite ofimática para GNU/Linux, varios proyectos han producido suites de oficina de código abierto para GNU/Linux, incluyendo LibreOffice, OpenOffice, Calligra Suite y KOffice. LibreOffice es probablemente la suite ofimática más popular para GNU/Linux, ya que se incluye por defecto de muchas distribuciones, como Debian GNU/Linux, openSUSE, Ubuntu y Fedora. Sin embargo, OpenOffice.org y su bifurcación LibreOffice han recibido críticas por su velocidad y el uso de memoria.

## Detalles técnicos
Las aplicaciones de KOffice son desarrolladas utilizando Qt y KDE Platform. Todos sus componentes son liberados bajo licencias de software libre y usan OpenDocument como su formato de archivo nativo siempre que es posible. KOffice es liberada por separado de KDE SC 4 y se puede descargar en la página oficial de KOffice.
Los desarrolladores de KOffice planean compartir toda la infraestructura que sea posible entre las aplicaciones para reducir los errores y mejorar la experiencia de usuario. Esto se consigue usando tecnologías como Flake y Pigment tanto como sea posible dentro de las aplicaciones. También quieren crear una biblioteca de OpenDocument para su uso en otras aplicaciones KDE que permitirá a los desarrolladores añadir fácilmente soporte para leer y dar salida a los archivos OpenDocument en sus aplicaciones. Automatizar tareas y extender la suite con funcionalidades personalizadas se puede hacer con D-Bus o con lenguajes interpretados como Python, Ruby y JavaScript.